# Skala standaryzowana
Skala standaryzowana – skala przedstawiająca wyniki pomiarów uzyskanych z dowolnej skali w postaci jednostek odchylenia standardowego, czyli tzw. wyników standaryzowanych. Zastosowanie skal standaryzowanych wynika z potrzeby porównywania wyników uzyskanych na dwóch (lub więcej) skalach pomiarowych o odmiennych właściwościach i przez to bezpośrednio nieporównywalnych.

## Skala wyników standaryzowanychz
Porównań pomiędzy wynikami uzyskanymi na skalach pomiarowych o odmiennych właściwościach można zasadnie dokonać, jeżeli uzyskane na nich wyniki (tzw. wyniki surowe) zostaną przekształcone na wyniki wyrażone na skali o jednostce wspólnej dla obu pierwotnych skal, czyli właśnie na skali standaryzowanej. Przyjmuje się, że punkt zerowy takiej skali odpowiada wartości średnich uzyskanych za pomocą pierwotnych skal pomiarowych, natomiast wartość 1 odchylenia standardowego ze skal pierwotnych przyjmuje się za jednostkę skali standaryzowanej. W ten sposób każdy wynik ze skal pierwotnych zostaje wyrażony w postaci wielkości odchylenia standardowego, o jaką jest oddalony od średniej na skali pierwotnej.
Przykład. W pewnej klasie przeprowadzono dwa testy wiedzy: z matematyki i fizyki. Możliwe zakresy wyników uzyskanych w obu testach wynosiły od 0 (potencjalny wynik minimalny) do 100 (potencjalny wynik maksymalny). Osoba A uzyskała w każdym z tych testów wynik 60. Jeżeli jednak właściwości skal pomiarowych (średnia, odchylenie standardowe) są różne, nie można powiedzieć, że jej wyniki są takie same w obu testach (nie możemy ich bezpośrednio porównać). Aby dokonać takiego porównania, zamieniamy wyniki surowe na wyniki standaryzowane. Załóżmy, że średni wynik w teście z matematyki wyniósł w tej klasie 55, a odchylenie standardowe wynosiło 20. Zatem wynik 60 uzyskany przez osobę A z matematyki odchyla się w górę od średniej o 5 punktów, czyli o 1/4 odchylenia standardowego. Wynik standaryzowany tej osoby w teście z matematyki wynosi {\displaystyle z=+1/4.} W teście z fizyki w badanej klasie uzyskano średnią 45 i odchylenie standardowe 15. Wynik 60 uzyskany w tym teście odchyla się zatem w górę od średniej o 15 punktów, czyli o wielkość 1 odchylenia standardowego. Wynik standaryzowany osoby A w teście z fizyki wynosi więc {\displaystyle z=+1.} Widzimy zatem, że taki sam wynik surowy w teście z matematyki i z fizyki oznacza faktycznie zdecydowanie lepsze wykonanie w teście z fizyki.
Formalnie przekształcania dowolnego wyniku surowego na skalę standaryzowaną dokonuje się według następującego wzoru:
{\displaystyle \operatorname {z} ={\frac {x-\mu }{\sigma }},}
gdzie:
{\displaystyle x} – wynik surowy uzyskany na pierwotnej skali pomiarowej,
{\displaystyle \mu } – wartość średnia wyników surowych w danej grupie,
{\displaystyle \sigma } – wartość odchylenia standardowego wyników surowych w danej grupie.
Uzyskane w ten sposób wartości wyników standaryzowanych przyjmują (najczęściej) postać ułamków o wartościach dodatnich lub ujemnych w zależności od tego, czy odchylają się w górę, czy w dół od wartości średniej. Ponieważ posługiwanie się ułamkami i wartościami ujemnymi przy operowaniu wynikami jest często niewygodne, można dokonać prostego liniowego przekształcenia wyników standaryzowanych na skalę o dowolnej wartości średniej i odchylenia standardowego. Dokonuje się tego, mnożąc każdy wynik standaryzowany przez wartość pożądanego odchylenia standardowego i dodając wartość pożądanej średniej.
Przykład. Trzy wyniki standaryzowane {\displaystyle z} (obliczone według podanego wyżej wzoru) uzyskane w teście z matematyki przez trzy osoby wynoszą: −1,02, 0,54 i 0,75. Chcemy przekształcić te wyniki na skalę o średniej 100 i odchyleniu standardowym 15. A zatem wartość każdego wyniku {\displaystyle z} mnożymy przez 15 i dodajemy 100. W ten sposób uzyskujemy następujące wartości {\displaystyle Z} odpowiadające pierwotnym wynikom {\displaystyle z{:}} 84,7, 108,1 i 111,25. Wartości te zaokrąglamy do jedności, uzyskując ostatecznie wyniki: 85, 108 i 111.
Wzór na przekształcenie wyników standaryzowanych {\displaystyle z} na odpowiadające im {\displaystyle Z} przedstawia się następująco:
{\displaystyle \operatorname {Z} =M+z\cdot SD,}
gdzie:
{\displaystyle M} – pożądana wartość średnia nowej skali,
{\displaystyle SD} – pożądana wartość odchylenia standardowego nowej skali.
Przekształcenie wyników surowych na wyniki standaryzowane {\displaystyle z} i {\displaystyle Z} nie zmienia właściwości pierwotnego rozkładu wyników surowych, tzn. porangowanie wyników, względne odległości pomiędzy poszczególnymi wynikami, skośność i kurtyczność rozkładu pozostają niezmienione.

## Skale standaryzowane znormalizowane
Dość często rozkłady empiryczne wyników surowych uzyskanych w danej próbie odchylają się mniej lub więcej od rozkładu normalnego. Zamiana wyników surowych na wyniki standaryzowane {\displaystyle z} nie zmienia kształtu rozkładu, stąd też nie zawsze jest on zbliżony do rozkładu normalnego. Przekształcenie rozkładu empirycznego na rozkład zbliżony do normalnego jest w wielu przypadkach bardzo pożądane, pozwala bowiem w różnych dalszych operacjach dokonywanych na wynikach wykorzystać specyficzne właściwości rozkładu normalnego. Istnieje możliwość „przybliżenia” rozkładu empirycznego wyników surowych do rozkładu normalnego, poprzez ich przekształcenie na skalę standaryzowaną znormalizowaną. Wykorzystuje się do tego fakt, że wyniki standaryzowane {\displaystyle z} z rozkładu normalnego odpowiadają ściśle określonemu prawdopodobieństwu uzyskania takiego wyniku w populacji. W praktyce oznacza to, iż ściśle określony procent populacji uzyskuje dany wynik {\displaystyle z} z rozkładu normalnego. Na przykład wyniki z przedziału średnia {\displaystyle \pm 1z} (1 odchylenie standardowe) uzyskuje około 68% populacji. Wyniki poniżej wartości {\displaystyle z=0} (czyli poniżej średniej) uzyskuje 50% populacji. Właściwości te są prawdziwe tylko i wyłącznie dla rozkładu normalnego.
Chcąc zamienić uzyskane w próbie wyniki surowe na wyniki {\displaystyle z} rozkładu normalnego (wyniki znormalizowane), należy najpierw ustalić, jakie jest prawdopodobieństwo uzyskania konkretnych wyników surowych w zbadanej przez nas próbie. Prawdopodobieństwo dla każdego wyniku surowego odpowiada prawdopodobieństwu uzyskania określonej wartości {\displaystyle z} z rozkładu normalnego, którą to wartość odczytuje się z tablic statystycznych. Postępując w ten sposób, można każdemu wynikowi surowemu przypisać odpowiadającą mu wartość {\displaystyle z} rozkładu normalnego i „znormalizować” pierwotny rozkład wyników empirycznych.
Uzyskane w ten sposób znormalizowane wyniki {\displaystyle z} można przekształcić na skalę o dowolnej średniej i odchyleniu standardowym według procedury identycznej dla przekształcania nieznormalizowanych wyników standaryzowanych {\displaystyle z} w {\displaystyle Z.} Wybór wartości odpowiedniej średniej i odchylenia standardowego jest arbitralny i zależy od różnych względów praktycznych. W praktyce jednak istnieje kilka powszechnie wykorzystywanych standaryzowanych skal znormalizowanych, na które najczęściej dokonuje się przekształcenia znormalizowanych wyników {\displaystyle z.} Podstawowe różnice między tymi skalami dotyczą przyjmowanej rozpiętości oraz wartości średniej i odchylenia standardowego, co przekłada się na dokładność skali. Znormalizowane skale standaryzowane różnią się także tym, czy są skalami punktowymi (każdemu wynikowi na skali standaryzowanej odpowiada tylko jeden wynik znormalizowany {\displaystyle z}), czy też skalami przedziałowymi (każdemu wynikowi na skali standaryzowanej odpowiada pewien zakres wyników znormalizowanych {\displaystyle z}).
Do najczęściej stosowanych znormalizowanych skal standardowych należą:
1. Skala ilorazów inteligencji Wechlsera – jest to skala punktowa, o średniej równej 100 i odchyleniu standardowym równym 15.
Wykorzystywana jest powszechnie do przedstawiania wyników badania inteligencji.
2. Skala wyników przeliczonych Wechslera – skala przedziałowa, o średniej 10 i odchyleniu standardowym 3, rozpiętość skali wynosi od 1 do 19.
3. Skala stenowa – skala przedziałowa, o średniej 5,5 i odchyleniu standardowym 2, rozpiętość skali od 1 do 10.
4. Skala staninowa – skala przedziałowa o średniej 5 i odchyleniu standardowym 2, rozpiętość skali od 1 do 9.
5. Skala tenowa – skala punktowa o średniej 50 i odchyleniu standardowym 10, rozpiętość skali od 0 do 100.
6. Skala tetronowa – skala przedziałowa o średniej 10 i odchyleniu standardowym 4, rozpiętość skali od 0 do 20.